# Herbertingen
Herbertingen è un comune tedesco di 4 805 abitanti,, situato nel land del Baden-Württemberg.